# Thunder Force 3
Pour les articles homonymes, voir Thunder.
Thunder Force 3 est un jeu vidéo de type shoot 'em up à défilement horizontal de Technosoft, sorti en 1990 sur Mega Drive et la même année dans une version modifiée sur borne d'arcade sous le nom Thunder Force AC.
La version arcade est portée en 1991 sur Super Nintendo sous le titre Thunder Spirits.

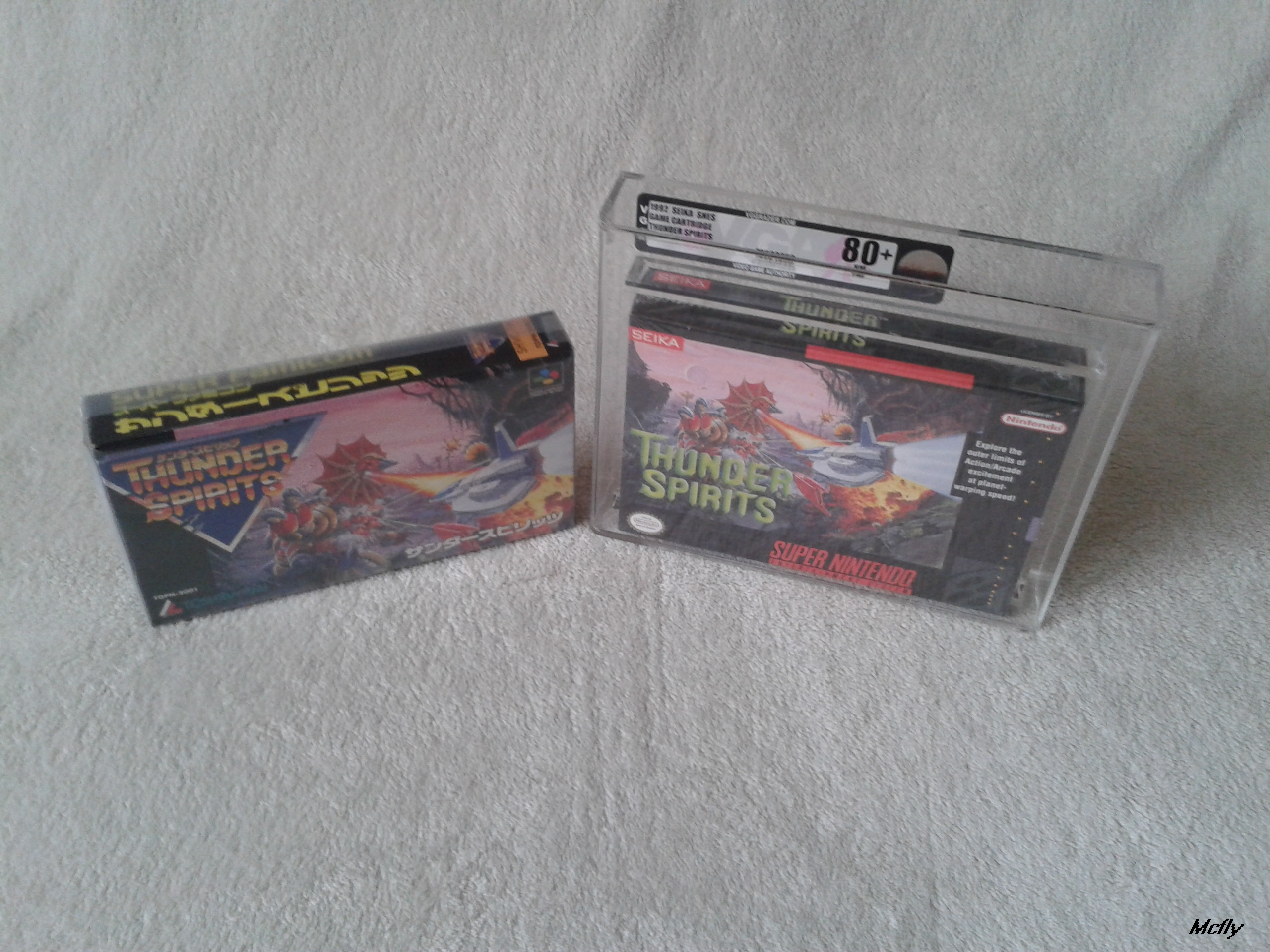
Thunder spirits

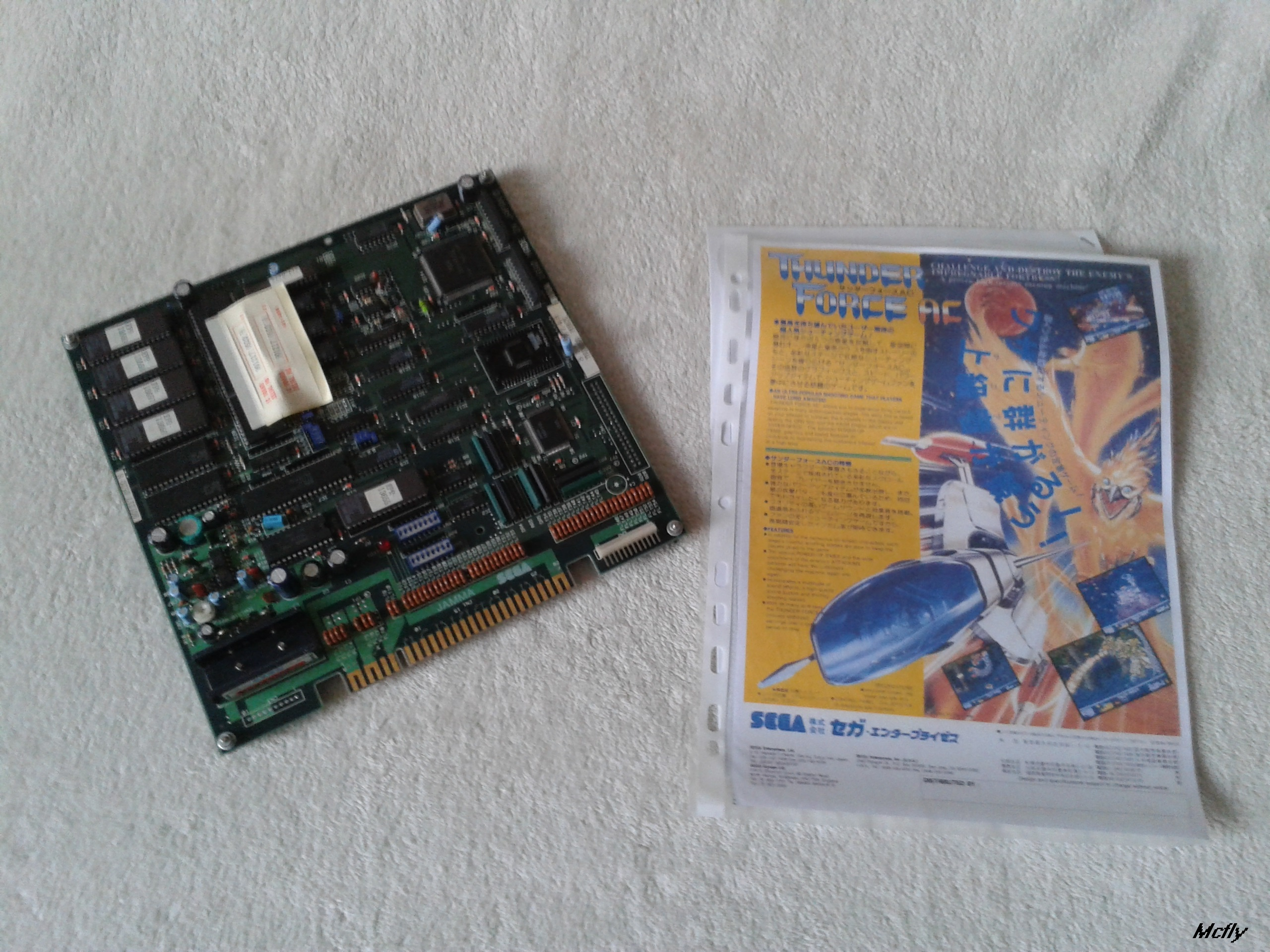
Thunder force ac

## Généralités
Le vaisseau dispose de 4 niveaux de vitesse et de 5 armes, toutes les armes sont en autofire. Il y a 5 niveaux et 5 boss associés. Une fois les 5 niveaux terminés, il reste 2 niveaux particulièrement ardus, puis on entre dans le niveau du boss final.

## Récompenses
Thunder Force 3 a reçu le Tilt d'Or Canal Plus 1990 du « meilleur shoot'em up », conjointement à Battle Squadron.